# دان وردین
دان وردین (به انگلیسی: Don Verdean) فیلمی محصول سال ۲۰۱۵ و به کارگردانی جارد هس است. در این فیلم بازیگرانی همچون سم راکول، ایمی رایان، جامین کلمنت، لسلی بیب، ویل فورته، دنی مک‌براید و استیو پارک ایفای نقش کرده‌اند.
دون وردین (سام راکول) باستان شناس کتاب مقدسی است که به دنبال مواردی است که بتواند ثابت کند داستان های کتاب مقدس درست است. فیلم به چیزی باز می شود که به نظر می رسد یک نوار قدیمی VHS است که دستاوردهای باستان شناسی وردین را نشان می دهد، که همه آنها هیچ مدرک قابل توجهی ندارند و بر اساس شواهد حکایتی هستند. این به وردین در کلیسا مربوط می شود که در مورد قیچی آهنی خود که معتقد است برای کوتاه کردن موهای سامسون استفاده می شد، سخنرانی می کرد. مردی برمی‌خیزد و نامه‌ای از اداره آثار باستانی اسرائیل می‌خواند که در آن آمده است که وردین هیچ مجوز قانونی برای حفاری در اسرائیل ندارد، اقدامات او غیرقانونی بوده و هرگونه یافته‌های باستان‌شناسی باید در مجلات حرفه‌ای منتشر شود. وردین در پاسخ می گوید که شیطان در کار است و اسرائیلی ها حقیقت را برای جلوگیری از حمام خون پنهان می کنند. وردین کتاب خود را با او و مرد دیگری در صفحه ای باز می کند. مرد دیگری که او ادعا می کند ناهوم ایشالوم است، سخنگوی آثار باستانی اسرائیل و نویسنده نامه ای که آن مرد همین الان خواند. این باعث می‌شود که جماعت شروع به کف زدن کنند، از جمله مردی که نامه را خوانده بود، اما او همچنان شک داشت. پس از آن، در لابی کلیسا، مردی کارت ویزیت تونی لازاروس (دنی مک براید) را به دستیار وردین، کارول جنسن (امی رایان) می‌دهد و می‌گوید لازاروس می‌خواهد با وردین ملاقات کند. کارول به وردین اطلاع می‌دهد که لازاروس می‌خواهد او را در حالی که کالاهای خود را در RV خود بار می‌کنند ملاقات کند. وردین به کارول درباره تبدیل شدن لازاروس از گناهکاری که با یک هوکر رانندگی می‌کرد، به کارول می‌گوید که 10 سال قبل تصادف کرد و مرد، و وردین گفت که روح لازاروس از بدنش خارج شد. سپس Verdean بیان می‌کند که خداوند او را مانند یک ایلعازار امروزی از بیت عنیا بازگرداند.